# آکای تروکو
آکای تروکو (به ژاپنی: 赤井輝子 Akai Teruko); ۶ نوامبر ۱۵۱۴ – ۱۷ دسامبر ۱۵۹۴) یک زن جنگجو اونا بوگیشا در دوره سنگوکو اهل ژاپن بود.